# Abraham-Louis Buvelot

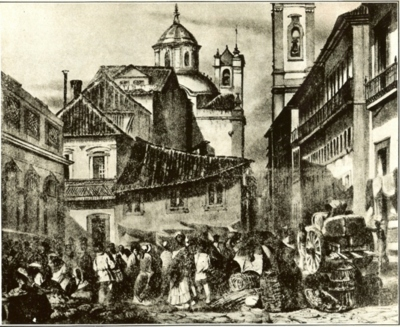
Buvelot & Moreaux: Rua do Ouvidor, do álbum Rio de Janeiro Pitoresco, c. 1845.

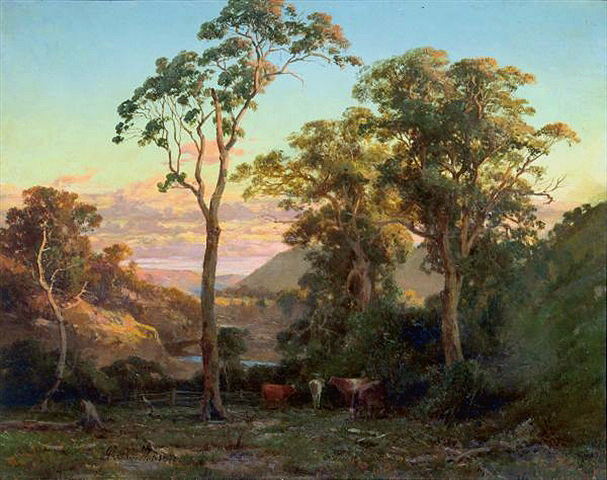
Por do sol, 1876.

Abraham-Louis Buvelot (Morges, 1814 – Melbourne, 1888) foi um artista da Suíça que teve marcante passagem pelo Brasil e pela Austrália no século XIX.
Era pintor, litógrafo, fotógrafo, desenhista e professor. Estudou com Marc-Louis Arlaud na Escola de Desenho de Lausanne, transferindo-se para o Brasil em 1835, fixando-se primeiro em Salvador, onde deu aulas de pintura, e a seguir no Rio de Janeiro. Na então capital brasileira realizou uma paisagem por encomenda da imperatriz Dona Teresa Cristina que lhe valeu o título de Cavaleiro da Imperial Ordem da Rosa.
Junto com Louis-Auguste Moreaux fez diversos registros em litografia da paisagem e da gente carioca,  reunidas no álbum O Rio de Janeiro Pitoresco, publicado em 1850. Foi um dos fundadores da Officina Imperial Buvelot & Prat, que funcionou de 1845 até 1856 e prestou diversos serviços em daguerreotipia para a Casa Imperial, sendo por isso agraciados com o título de Photographos da Casa Imperial.
Em 1860 voltou para a Suíça, partindo poucos anos depois para a Austrália, com breve passagem pelo Brasil. Radicando-se em Melbourne, onde veio a falecer, desenvolveu intensa atividade como paisagista.